# État de Hanovre
Pour les articles homonymes, voir Hanovre (homonymie).
23 août 1946 – 23 novembre 1946
Entités précédentes :
- Province de Hanovre ( État libre de Prusse)

Entités suivantes :
- Basse-Saxe

L'État de Hanovre est un land allemand qui a existé pendant quelques mois en 1946 avant la création du land de Basse-Saxe.
Il a pris la suite de la province de Hanovre, l'ancien royaume de Hanovre annexé à la Prusse depuis 1866.